# Marija Zańkowećka
Marija Kostiantyniwna Zańkowećka (ukr. Марія Костянтинівна Заньковецька; ur. 4 sierpnia 1854 w Zańkach, Imperium Rosyjskie, zm. 4 października 1934 w Kijowie) – ukraińska aktorka teatralna. Ludowy Artysta USSR.

## Życiorys

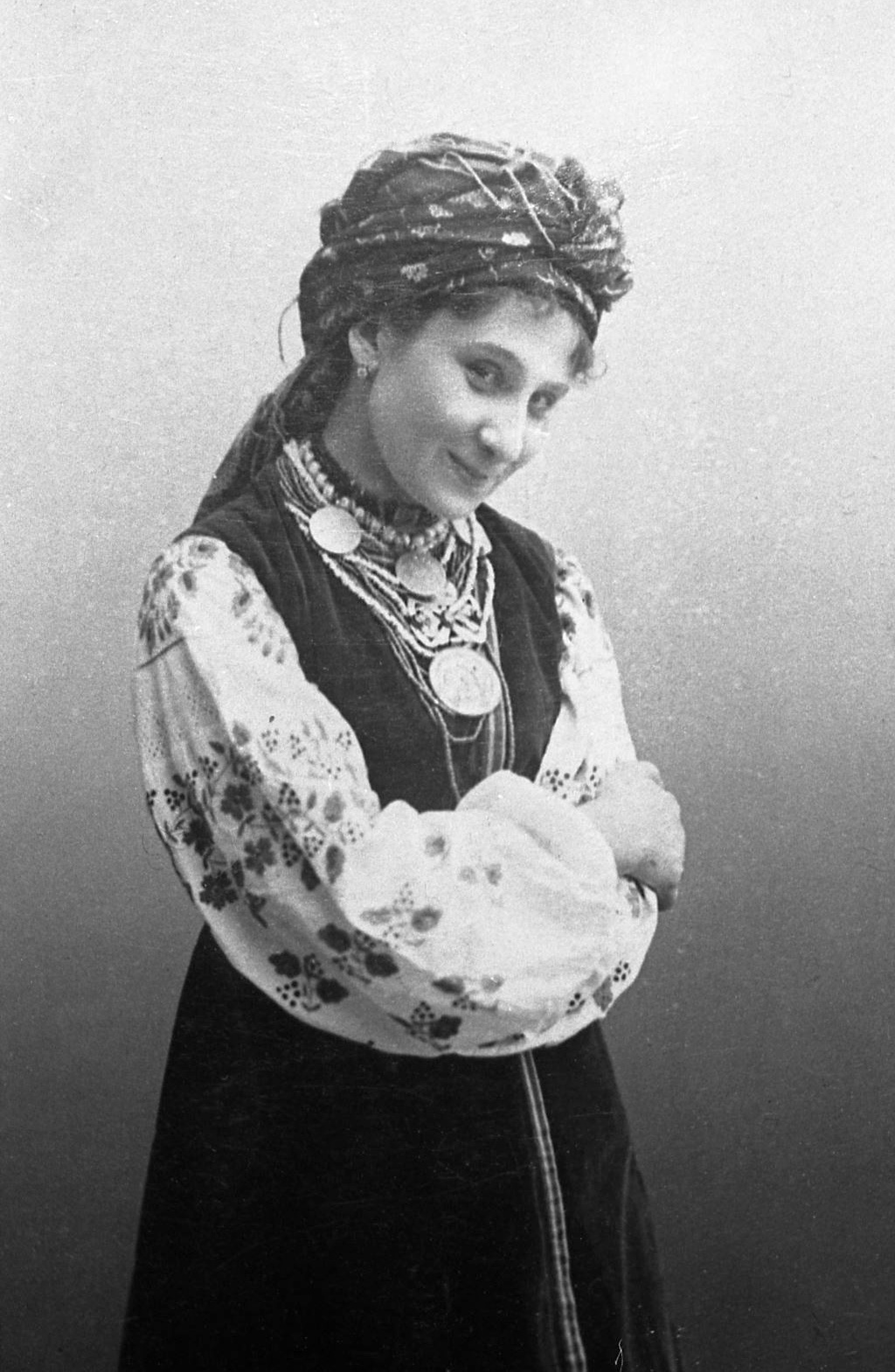
Marija Zańkowećka w operetce Czernomorcy

Urodziła się w rodzinie zubożałego szlachcica Kostiantyna Adasowskiego i mieszczanki Marii Nefedowej. Ukończyła gimnazjum żeńskie w Czernihowie. W latach 1871–1872 jako żona oficera artylerii Chłystowa przebywała w Besarabii w twierdzy Bendery.
Po raz pierwszy wystąpiła na scenie teatralnej w Nieżynie w 1876. Karierę zawodową rozpoczęła na scenie Teatru Miejskiego w Jelizawietgradzie 27 października 1882 pod kierunkiem Marko Kropywnyckiego rolą Natałki w sztuce Iwana Kotlarewskiego „Natałka Połtawka”. W późniejszych latach występowała w zespołach Marko Kropywnyckiego, Mychajło Staryckiego, Mykoły Sadowskiego, Panasa Saksahanskiego. Jej pseudonim sceniczny pochodzi od nazwy rodzinnej wsi. W swojej karierze zagrała ponad 30 ról dramatycznych. W 1906 współorganizowała pierwszy ukraiński teatr stacjonarny w Kijowie, a w 1918 Teatru Narodowego we Lwowie (obecnie Narodowy Akademicki Teatr Narodowy im. Marii Zańkowećkiej). W 1918 zorganizowała teatr ludowy „Ukraińska trupa pod dyrekcją Marii Zańkowećkiej”. W czerwcu 1918 hetman Pawło Skoropadski zatwierdził rezolucję Rady Ministrów o przyznaniu Marii dożywotniej emerytury państwowej.
W 1922 Związek Radziecki celebrował 40. rocznicę rozpoczęcia jej kariery. Była pierwszą osobą, której przyznano tytuł Ludowego Artysty USRR.
Zmarła 4 października 1934 w Kijowie, gdzie została pochowana.

## Upamiętnienie
- Jej imieniem nazwano Teatr Narodowy we Lwowie
- W Kijowie znajduje się pomnik poświęcony artystce
- 1960 w Kijowie utworzono mieszkanie-muzeum
- 1964 muzeum w Zańkach
- 1989 w Kijowie utworzono Muzeum Marii Zańkowećkiej[3]
- 2004 Narodowy Bank Ukrainy wybił pamiątkową monetę z okazji 150. rocznicy urodzin[4]